# Киреевка (Черниговская область)
Кирее́вка (укр. Кирії́вка) — село Корюковского района Черниговской области Украины.
Село расположено на правом берегу реки Убедь, в 40 км от районного центра и в 30 км от железнодорожной станции Мена.

## История
На территории и вблизи с. Киреевки Ю. С. Виноградским обнаружены поселения эпохи неолита и бронзы (V—IV и II тысячелетия до н. э.), периода раннего железа (VIII—III вв. до н. э.), 2 поселения и могильник первых веков н. э. Есть также древнерусский курганный могильник и поселение IX—XIII вв. В 1966—1970 гг. экспедицией П. Н. Третьякова были исследованы могильники (пять погребений), установлена их принадлежность к киевской культуре.
Православный храм в Киреевке существует с 1638 г..
История Киреевской школы:
1898 г. - основана двухклассная церковно-приходская школа 
1928 г. - реорганизована в четырёхклассную 
1947 г. - преобразована в семилетнюю (контингент: 167 учащихся, педагогический коллектив - 11 человек) 
1956 г. - получила статус восьмилетней
2021 г. - прекратила свою деятельность. 